# Rosita Mauri
Pour les articles homonymes, voir Mauri.
Rosita Mauri Segura, probablement née à Palma de Mallorca où elle est baptisée le 15 septembre 1850 et morte à Paris 9e le 3 décembre 1923, est une danseuse et pédagogue espagnole.

## Biographie
María Rosa Isabel Antonia Amada Mauri est la fille de Pedro Rafael Jaime Mauri maître de ballet et de Carmen Amada Segura. Elle se forme en Espagne puis à Paris, se produit à Barcelone, Vienne, Berlin et à la Scala de Milan où Charles Gounod la découvre. Il la fait engager en 1878 à l'Opéra de Paris où elle fera carrière.
Elle aurait guéri d'une blessure à Salies-de-Béarn (64) et en 1884 aurait été construit pour elle L'Hôtel de France et d'Angleterre à Salies-de-Béarn (64), où séjourna Édouard Manet ; incendié en 1998, il a été mis en vente en janvier 2016 (Sud-Ouest MAG n° 202 - 13/02/2016, p. 33).
Quittant la scène en 1898, elle enseigne à l'école du Ballet de l'Opéra jusqu'en 1920. Elle enseigne dans la classe de perfectionnement. Cependant, sa conduite de cette classe est loin d’être satisfaisante, au moins vers le milieu des années 1910. Bien que la plupart des danseuses choisissent de continuer à étudier avec elle, les classes étant gratuites, plusieurs sont très critiques de ses méthodes d’enseignement.
Brillante interprète des ballets de Louis Mérante et de Joseph Hansen, elle subjugue par sa virtuosité et rivalise avec ses compagnes italiennes Rita Sangalli, Pierina Legnani et Carlotta Brianza.
En mars 1905, recevant à dîner son amant, l'homme politique Antonin Proust, celui-ci se serait querellé avec elle, ce qui selon certains pourrait être la cause, — avec un possible traumatisme psychologique à la suite de sa mise en cause dans le Scandale de Panama (il fut acquitté en 1893), ou une maladie incurable — de son suicide d'un coup de revolver deux jours plus tard.
Rosita Mauri a été inhumée en 1923 au cimetière du Montparnasse, où ont été également inhumés ces membres de sa famille : 
- sa sœur, Carolina Isabel Josefa Mauri (12/10/1852-04/07/1893);
- ses frères, Pedro Antonio José Zenon Bonaventura Mauri (22/12/1857-14/01/1901) et Francisco de Paula Pedro Antonio Mauri (12/04/1855-15/05/1917);
- son père, Pedro Rafael Jaime Mauri (07/07/1830-24/09/1906);
- sa mère, Carmen Amada Segura Miró (c. 1827-24/03/1904).

## Iconographie
- Edgar Degas l'a représentée à plusieurs reprises, dont le célèbre tableau de 1878;
- par Anders Zorn, qui avait déjà peint en 1888 son ami Antonin Proust;
- par Léon Comerre.

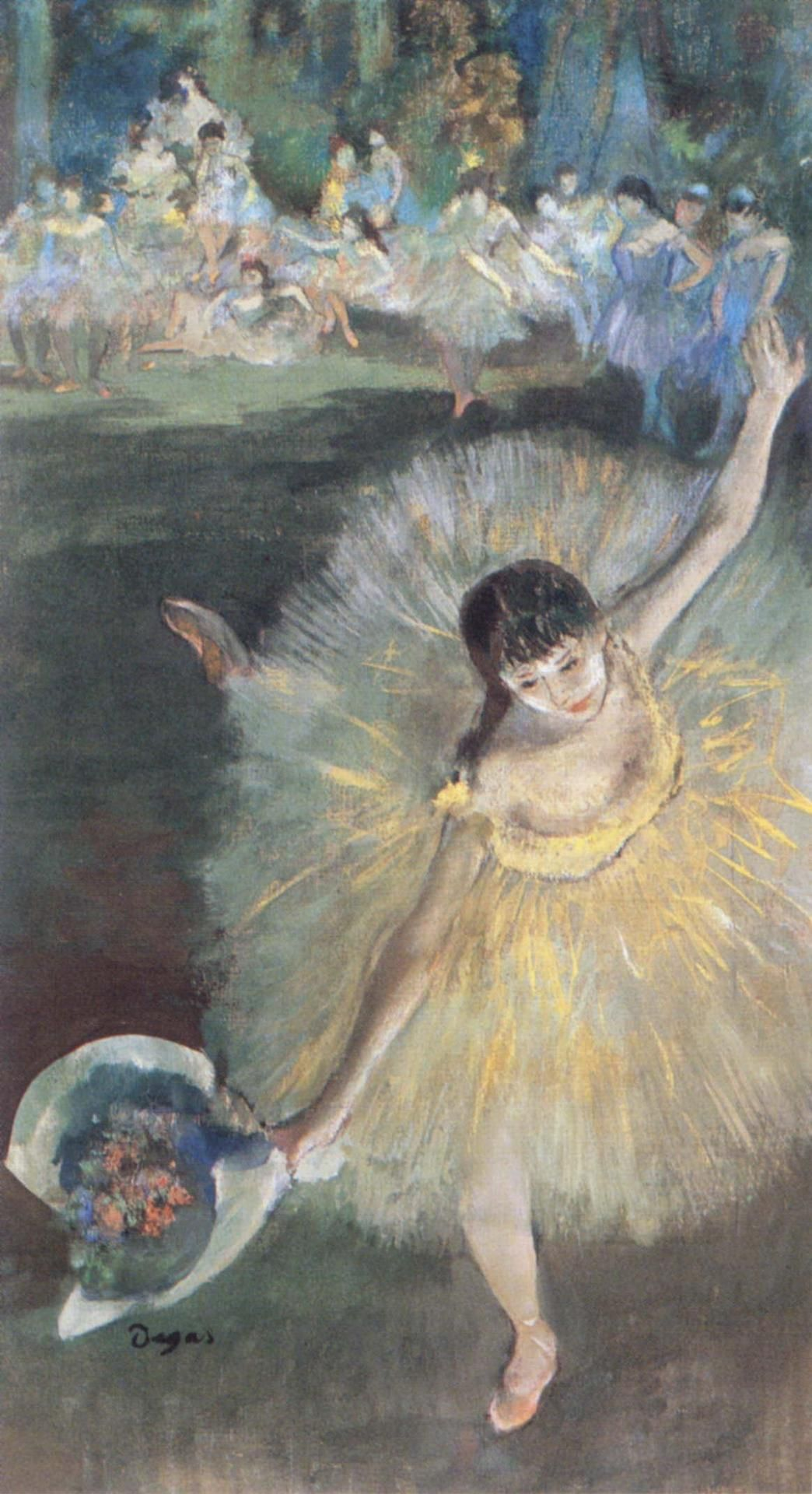
Rosita Mauri peinte par Degas (1877)
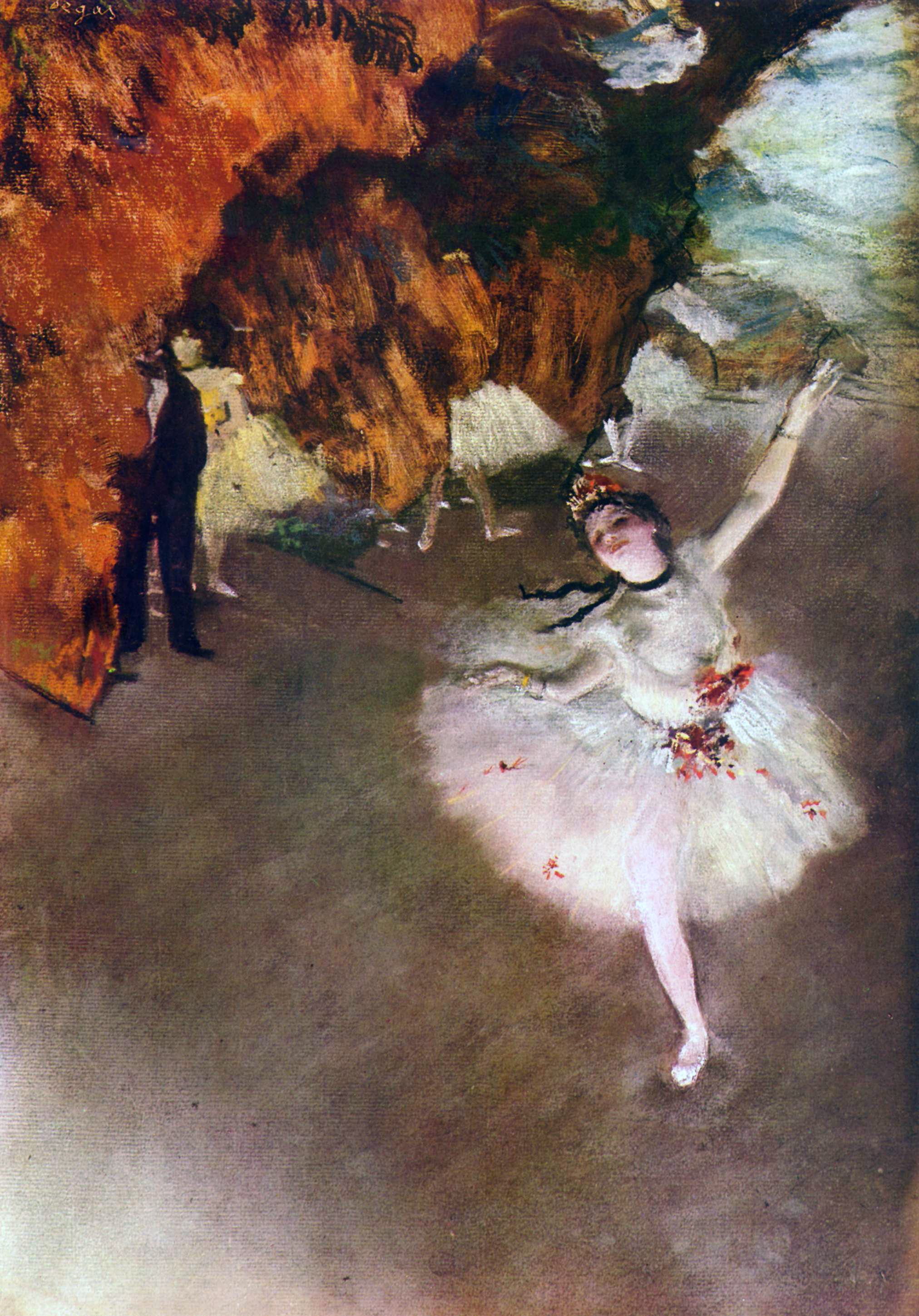
Rosita Mauri peinte par Degas (1878)
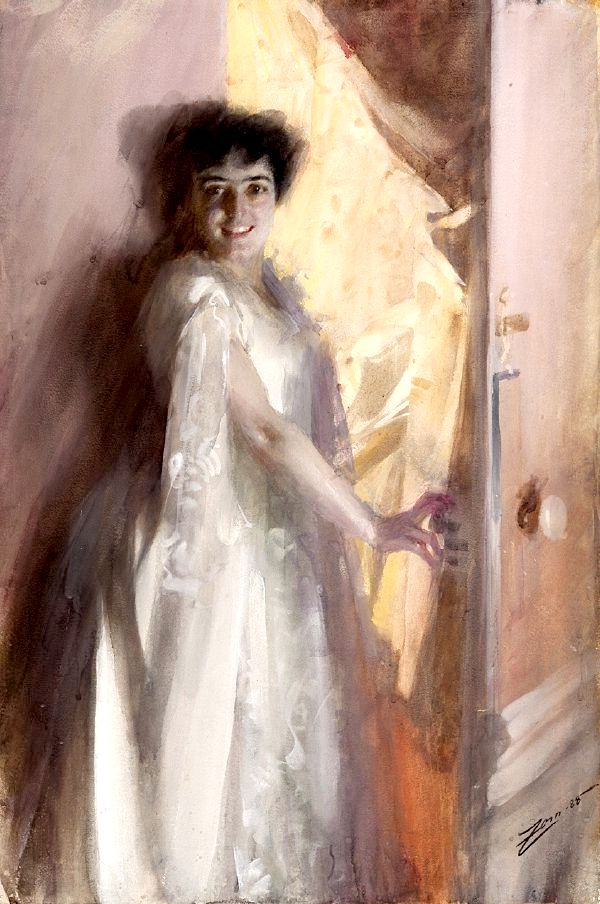
Rosita Mauri peinte par Anders Zorn (1888)
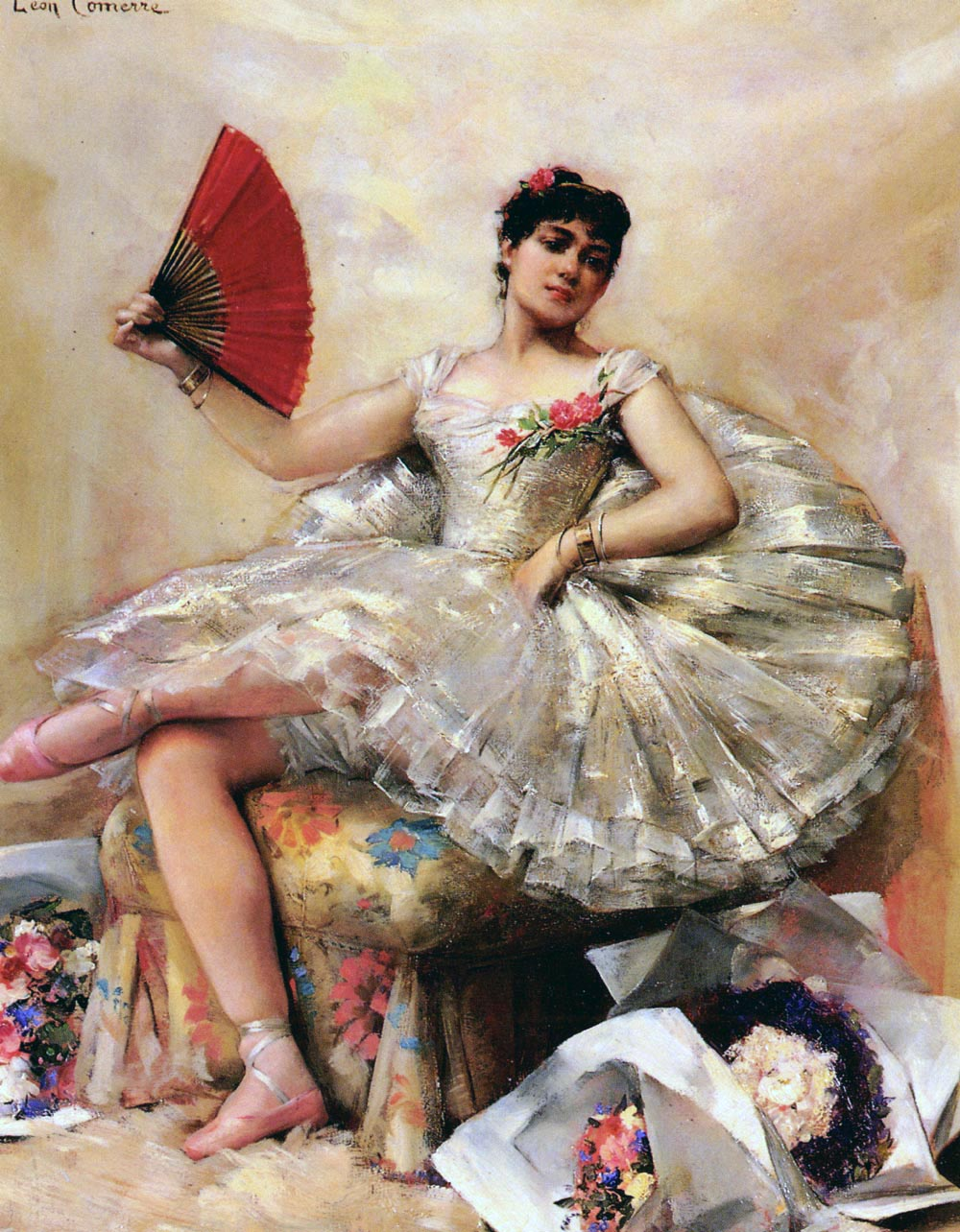
Rosita Mauri peinte par Léon Comerre
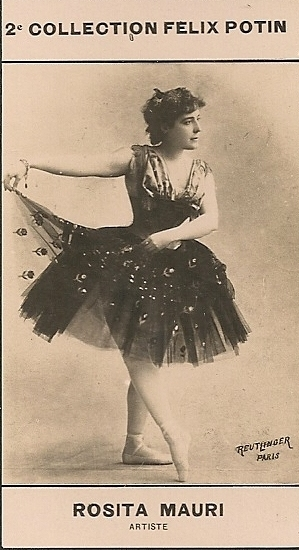